# Todos Tus Muertos
Todos Tus Muertos sau TTM a fost o formație argentiniană din Buenos Aires (1985-2000 și 2004-2011) de muzică rock, punk și reggae. Membrii formației sunt:
- Pablo Molina
- Félix Gutiérrez
- Horacio «gamexane» Villafañe †
- Christian Fabrizio
- Germán Álvarez

## Discografie
- 1988: Todos Tus Muertos
- 1991: Nena de Hiroshima
- 1994: Dale aborigen
- 1996: Subversiones
- 1998: El camino real
- 2010: Crisis mundial